# نوي غونزاليس ألكوبا
نوي غونزاليس ألكوبا (بالإسبانية: Noe Gonzalez Alcoba)‏ مواليد 12 مايو 1979 في الأوروغواي، هو ملاكم محترف أوروغوياني يصنف ضمن فئة الوزن المتوسط.

## إحصائيات
خاض خلال مسيرته 35 نزالا، فاز في 30 ولم يتعادل وخسر في 5. فاز بالضربة القاضية في 22 نزالا.

## روابط خارجية
- نوي غونزاليس ألكوبا على موقع بوكس ريك (الإنجليزية) (registration required)